# Brachydoxa vagula
Brachydoxa vagula is een vlinder uit de familie Dryadaulidae. De wetenschappelijke naam van de soort is voor het eerst voorgesteld als Asyndetaula vagula door Edward Meyrick in een publicatie uit 1919.
De soort komt voor in Noordoost-India.